# Kammerslusen

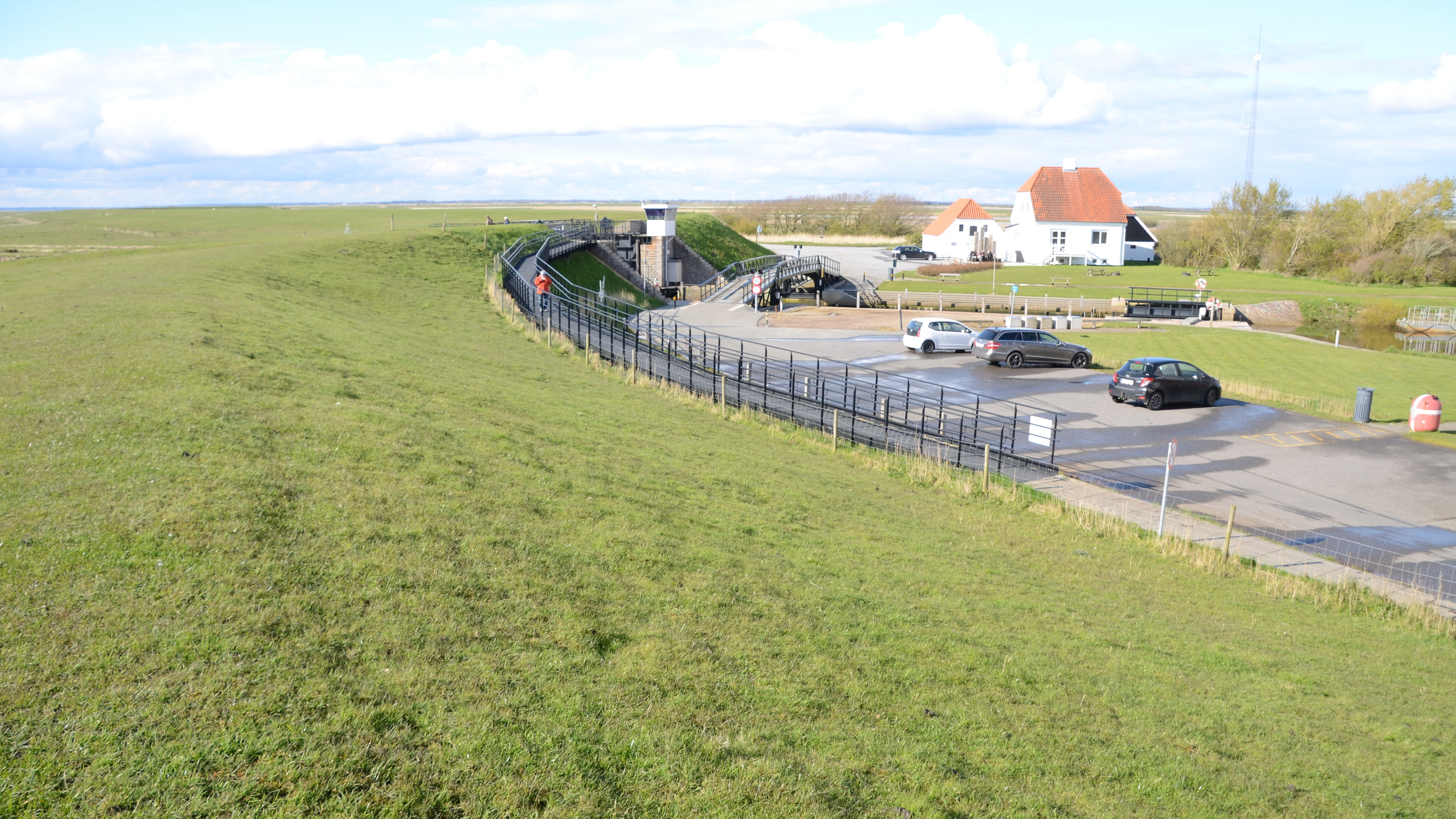
Kammerslusen sett från söder.

Kammerslusen är en sluss vid Ribe Ås utlopp i Vadehavet i Jylland i Danmark. Den byggdes 1912, i samband med anläggandet av skyddsvallen Ribediget 1911–1915. Slussen tar fartygen över en vattennivåskillnad på ungefär två meter.
Ribe Å har genom historien varit staden Ribes livsnerv och viktigaste transportväg, men bland annat ökad storlek på lastfartyg, varierande vattendjup och sandrev gjorde efter hand ån besvärligt att trafikera, och dess yttre lopp ändrades 1855 till en grävd kanal. 
I anknytning till slussen uppfördes några bostadshus för slusspersonalen, vilka bevarats. Vid slussen finns en restaurang och en rad små fritidshus placerade på den norra sidan av kanalen.

## Kanalhuset
I samband med att kanalen anlades, byggdes ett litet hus för att utnyttjas som serveringslokal. Kanalhuset blev ett eftertraktat utflyktsmål. Det första huset från 1855 låg invid kanalen. Efter flera stormfloder flyttades huset 1882–1883 till en några meter högre plats, 45 meter från ån. Huset är idag en ruin.

## Bildgalleri

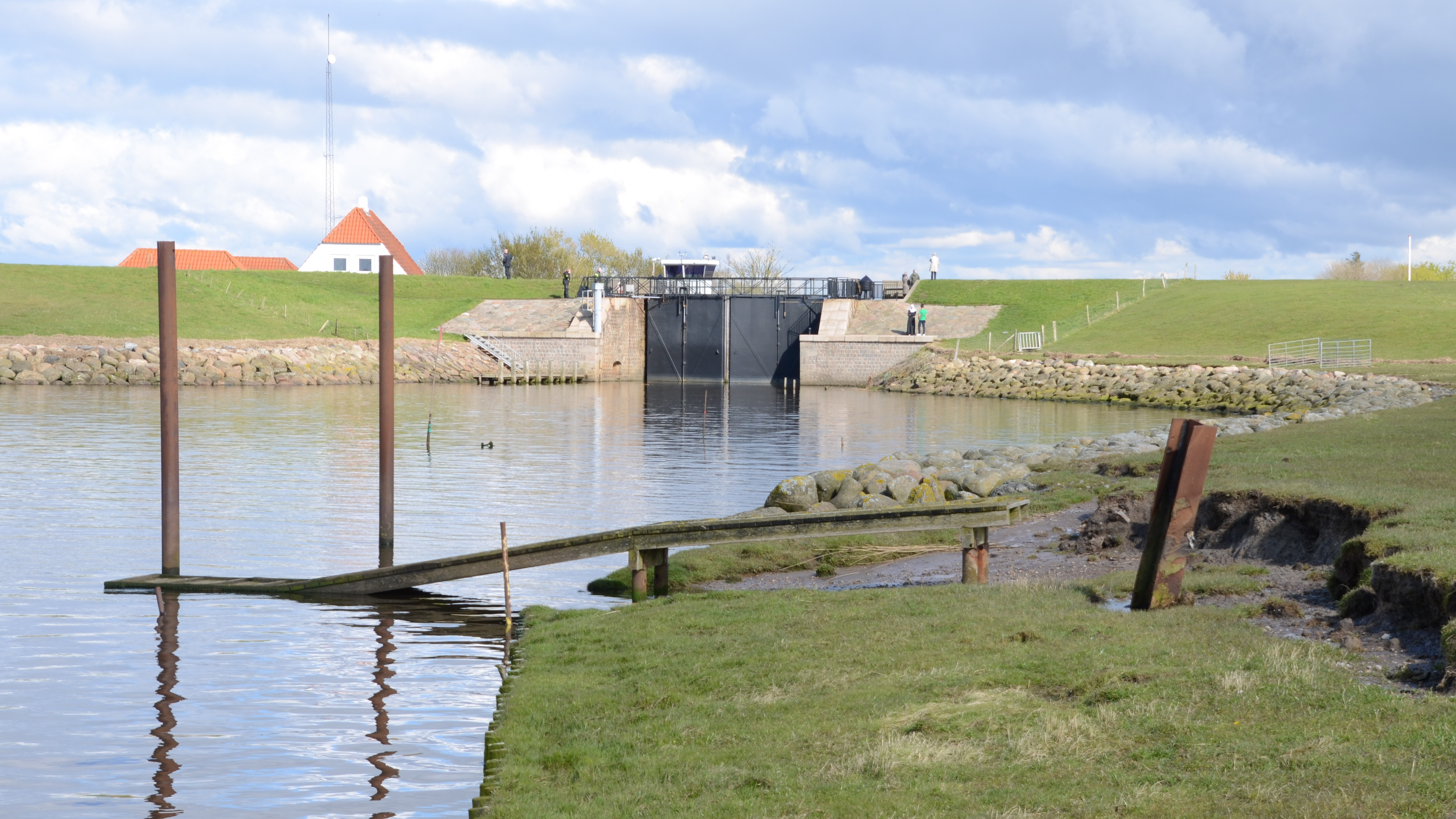
Slussen sedd utifrån.
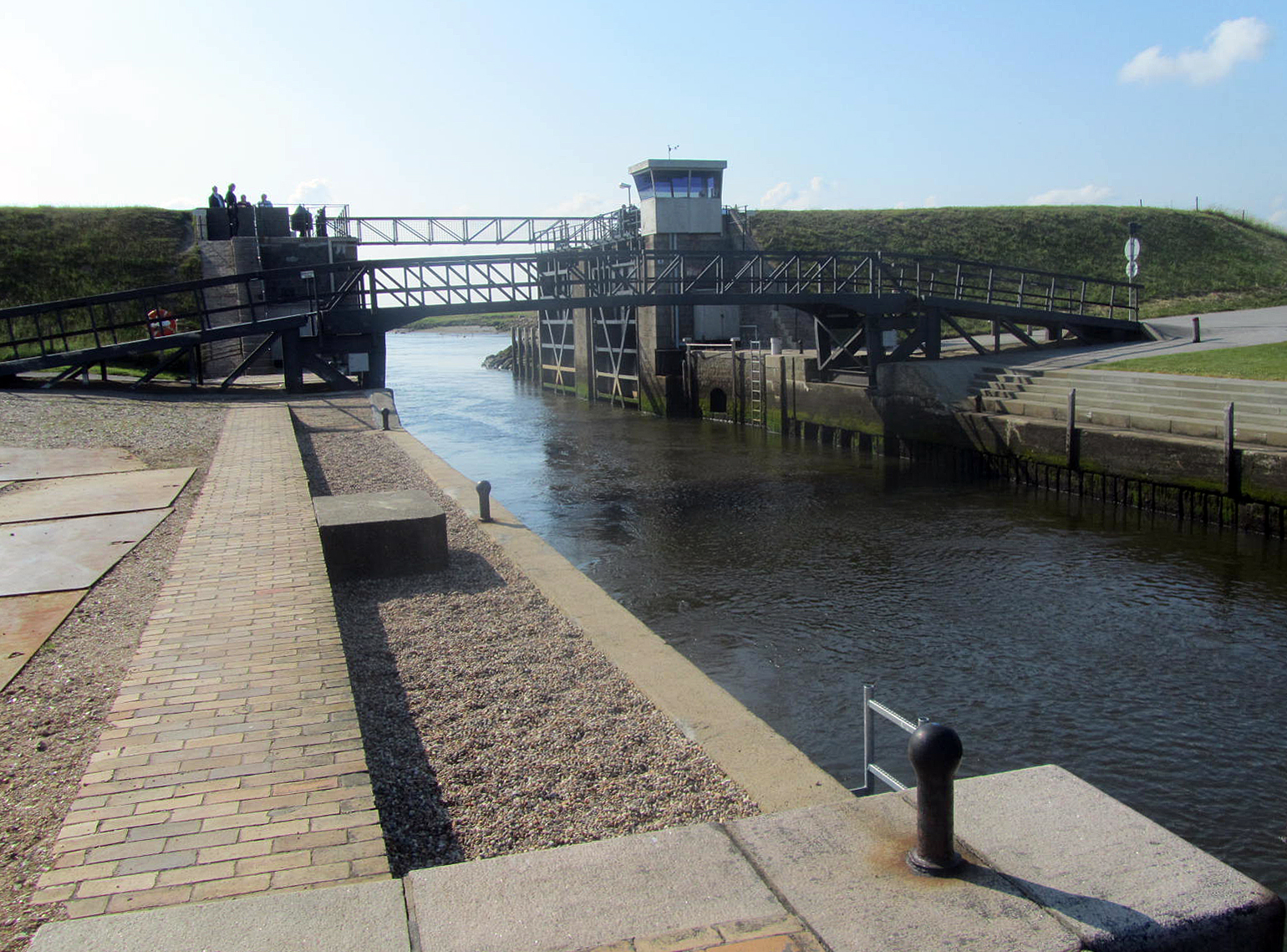
Slussen sedd inifrån.
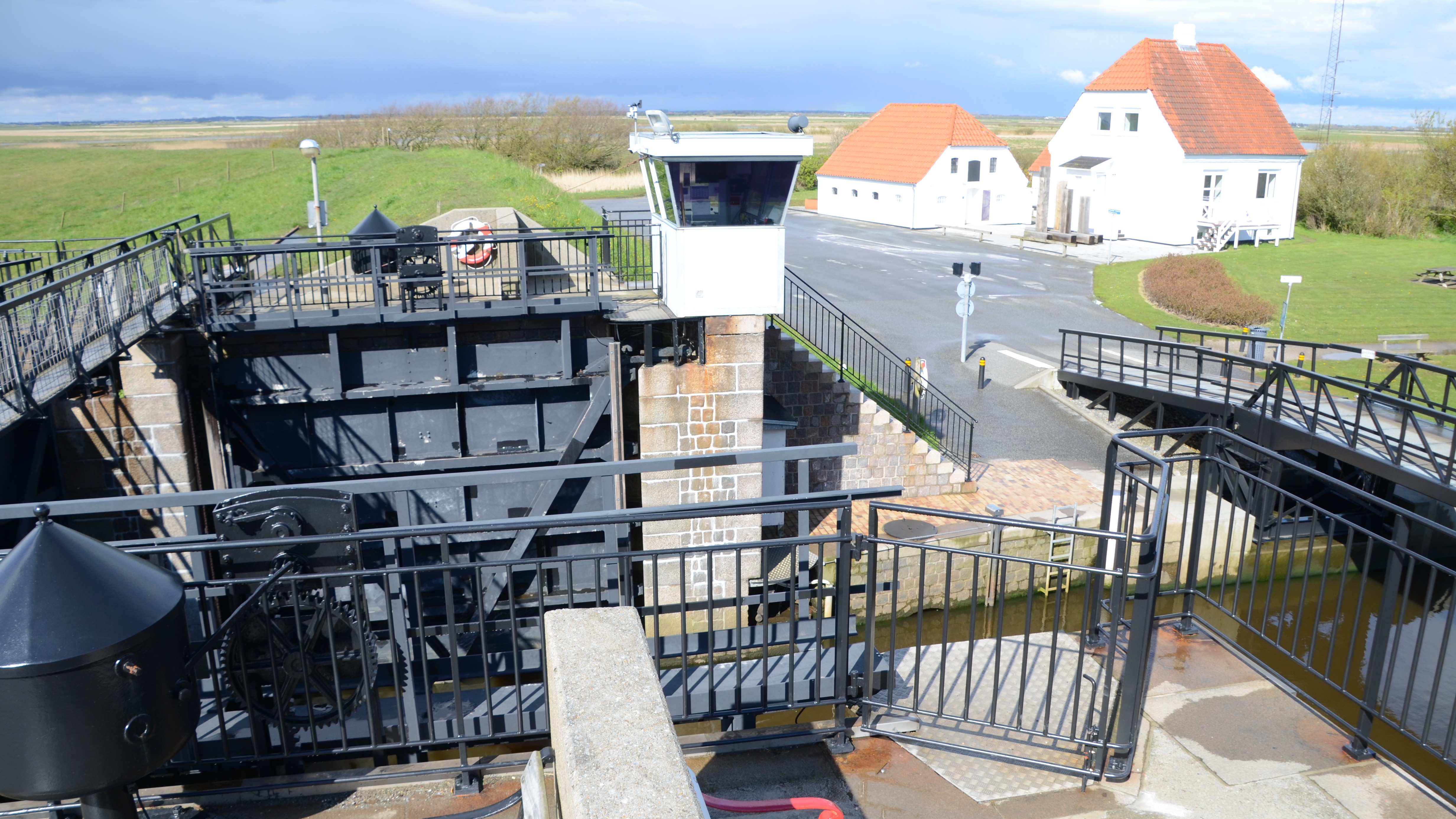
Den inre uppsättningen huvudportar.
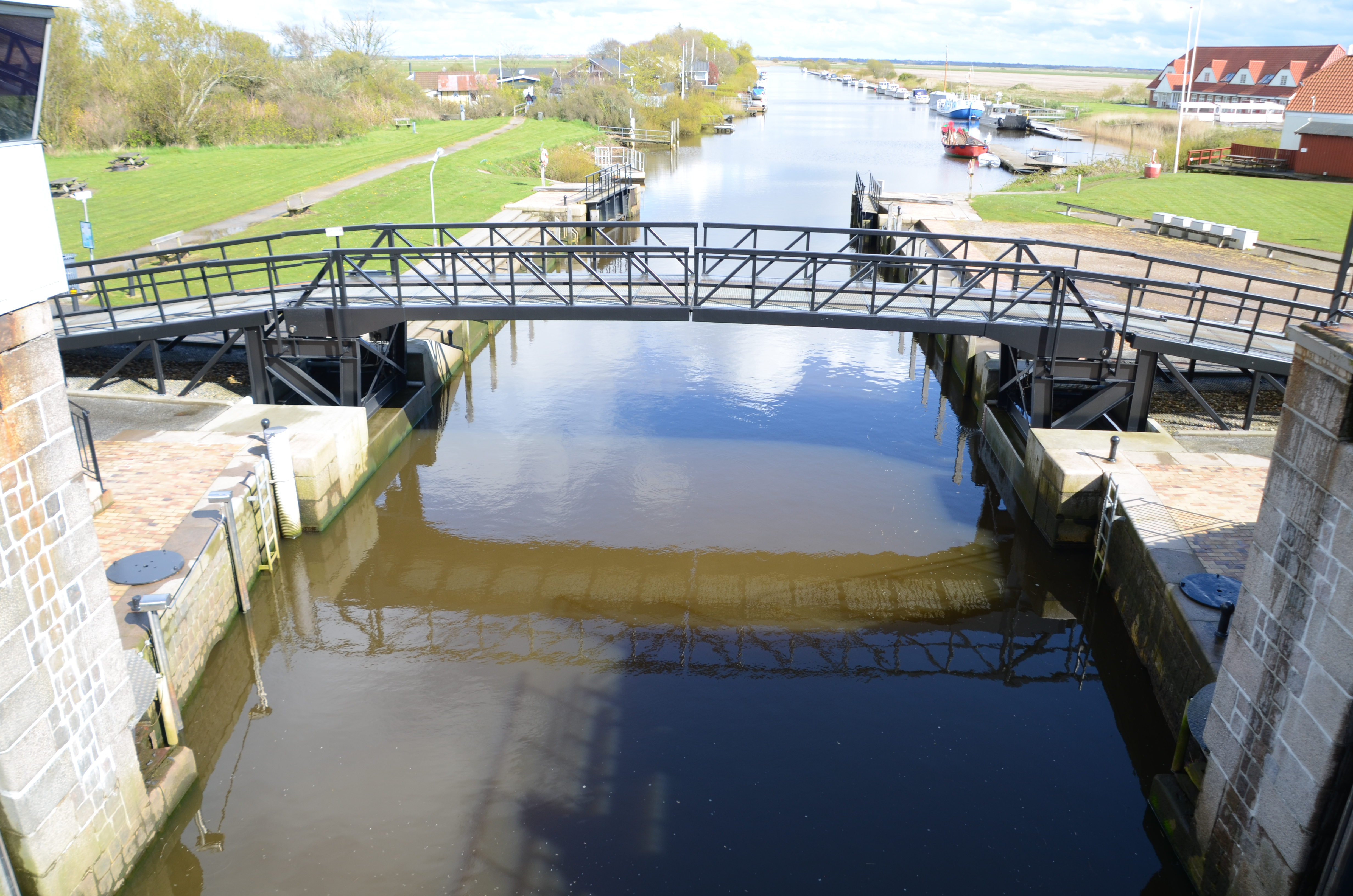
slussens inre.
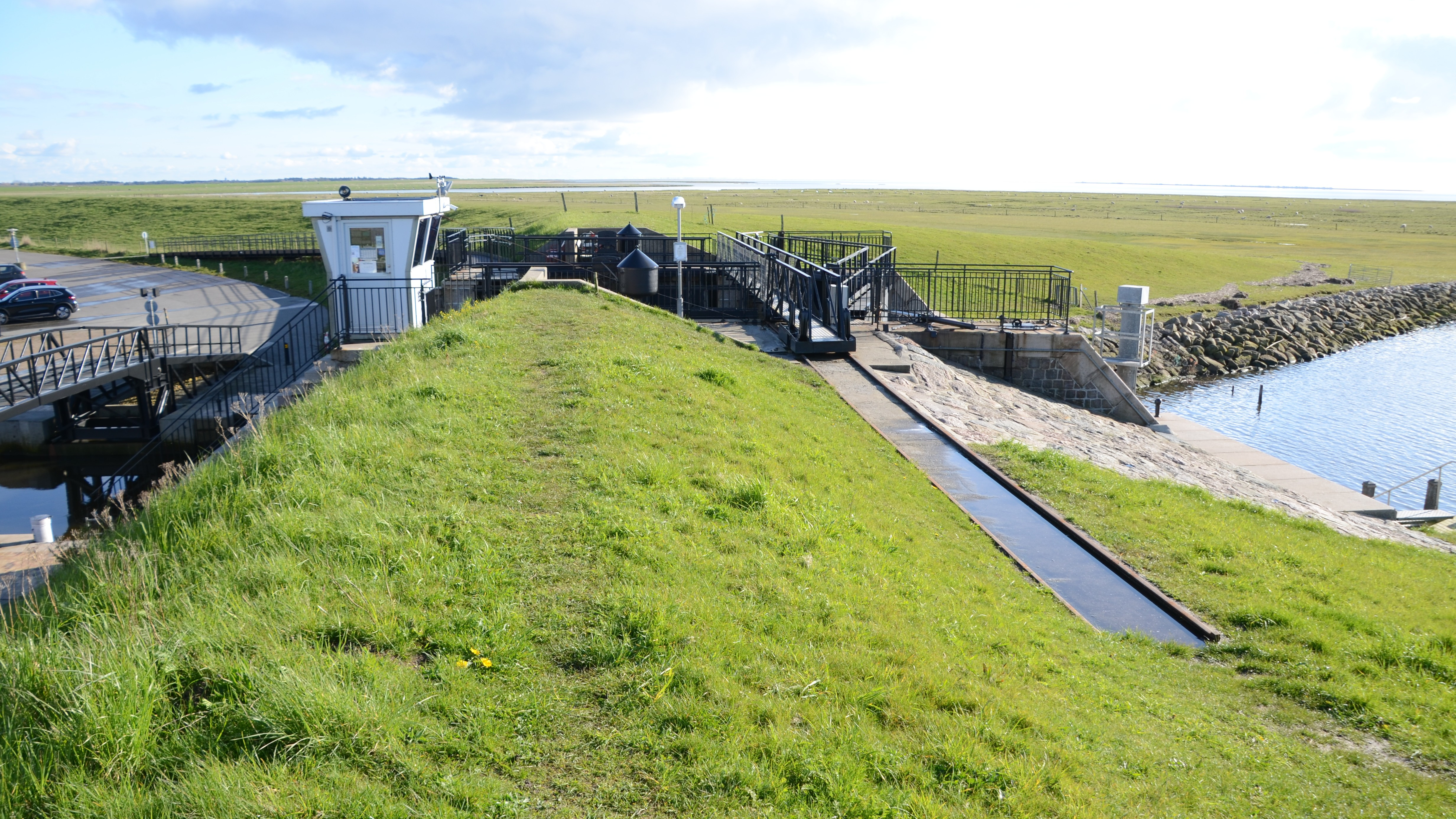
Landgången kan flyttas bakåt så att mastade fartyg kan passera.
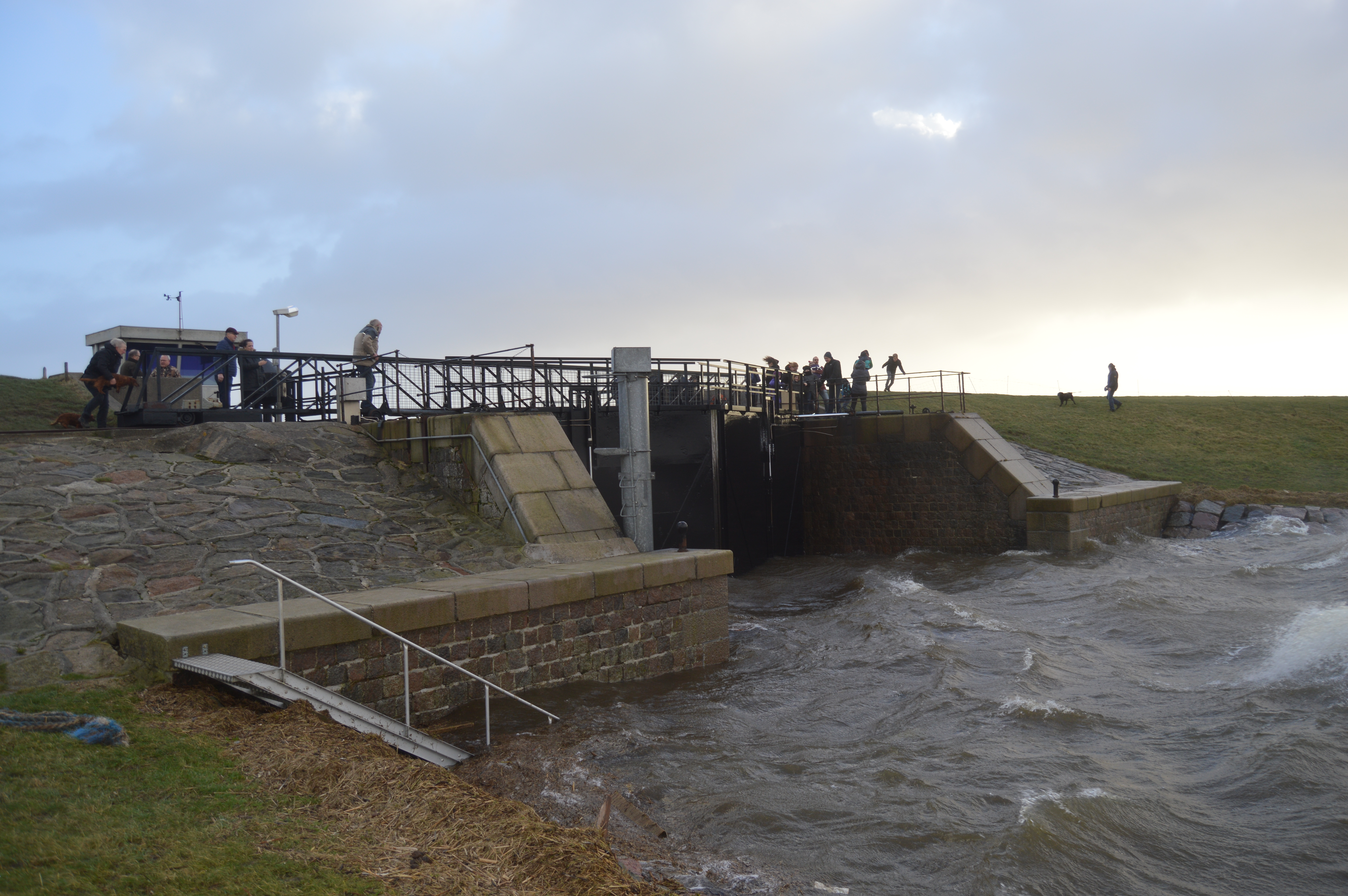
Situation under stormen "Allan" i januar 2015.
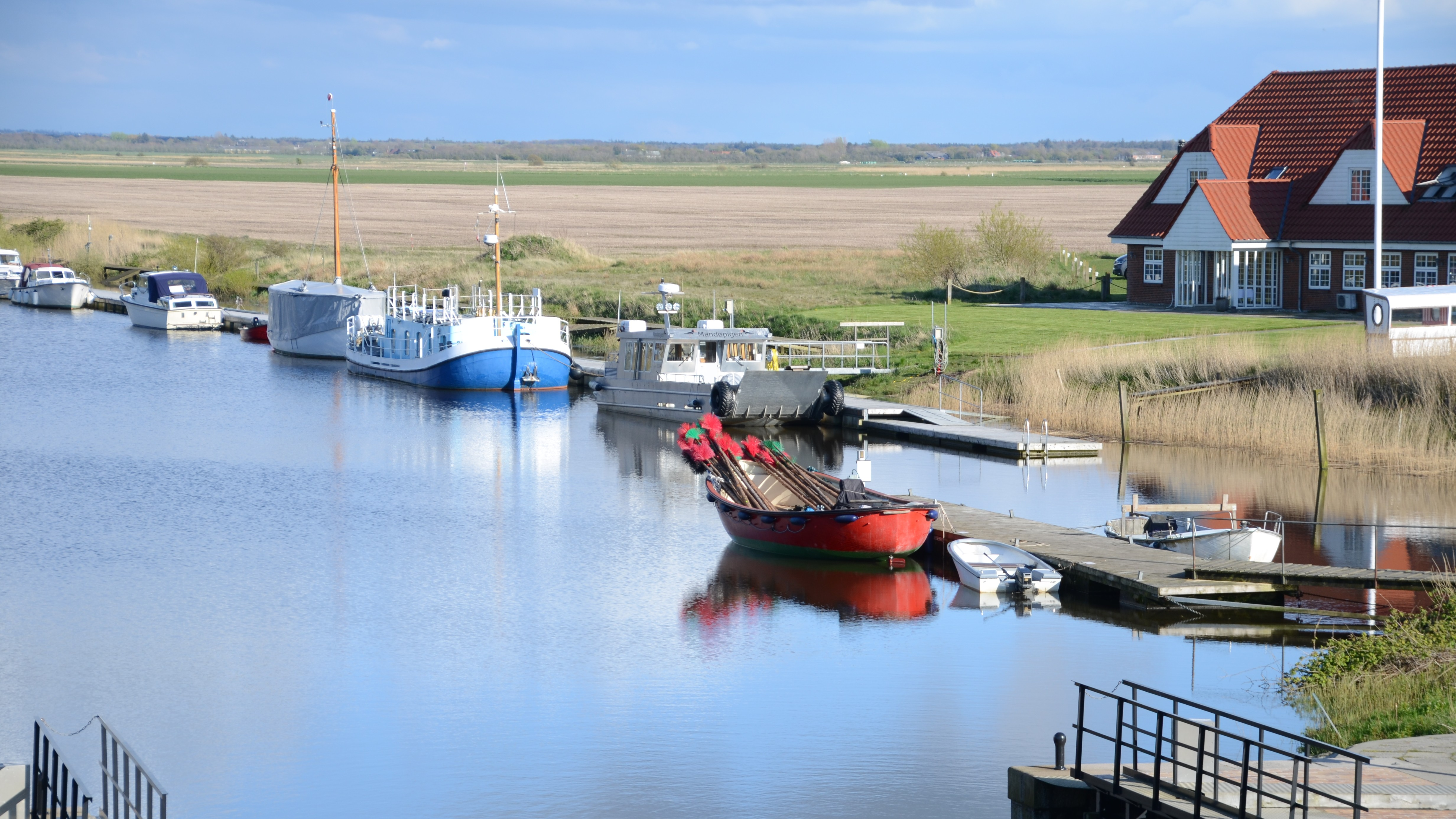
Nationalparkens fartyg "Vadehavet" och turistfärjan "Mandøpigen" precis innanför slussen.